# Goniophila
Goniophila là một chi bướm đêm thuộc họ Erebidae.